# Seintinelles
 (février 2018).
Seintinelles est une association française loi de 1901 fondée en 2012 qui met en relation chercheurs et citoyens, malades ou non, dans le but d'accélérer la recherche sur tous les cancers.

## But
Le but de l'association est d'accélérer la recherche sur le cancer, en permettant aux chercheurs de recruter plus rapidement les volontaires dont ils ont besoin pour mener leurs études, grâce au site Internet créé par l'association.  
Aujourd'hui, quand un chercheur souhaite mener une étude, il a besoin de volontaires acceptant d'y participer. Or, cela peut lui prendre plusieurs mois, parfois plus d'une année, simplement pour recruter ces personnes. Lorsqu'il s'agit de patients ou d'anciens patients, il doit passer par l'intermédiaire des médecins. Mais ces derniers ont peu de temps en consultation, et c'est rarement le bon moment pour parler de recherche. 
Lorsqu'il s'agit de personnes saines, c'est encore plus compliqué pour les chercheurs, car par définition, ces personnes ne vont pas en consultation.
Seintinelles propose donc une plateforme pour mettre en relation directe les chercheurs avec des volontaires de la société civile, malades ou non. Car même les personnes saines peuvent s'inscrire pour participer aux études en tant qu'échantillon témoin ou en tant que proches de personnes malades. Il peut s'agir de tous types d'études (sociologiques, épidémiologiques, biologiques, etc.), à part les essais cliniques. Grâce à cette mise en relation, les chercheurs peuvent ainsi contacter plus rapidement un grand nombre de volontaires et accélérer de plusieurs mois leurs processus de recherche. 

## Historique
Seintinelles a été créée le 29 septembre 2012 par le Pr Fabien Reyal, chirurgien et spécialiste du sein à l'Institut Curie Paris, et Guillemette Jacob, professionnelle de la communication et ancienne malade du cancer du sein. Alors que 385 000 nouveaux cas de cancer sont diagnostiqués chaque année en France, l'association permet à des volontaires (malades ou non) de participer à des études de chercheurs et médecins travaillant sur tous les types de cancers.   
En 2013, l'association a lancé son site Internet, permettant de créer une base de données de volontaires bénévoles acceptant d'être contactés pour participer aux projets d'études des chercheurs.   
En 2014, l'association a remporté le second Prix IMPACT Santé lancé par Ashoka France et la Fondation Siemens,.  
En 2015, Seintinelles a remporté le prix Google « Moteur de réussites françaises », dans la catégorie association, et le prix BCG ESS espoirs.    
Fin 2015, Seintinelles s'ouvre aux hommes.   

## Actions
Le principe de Seintinelles est de créer une base de données de volontaires acceptant d'être sollicités par des chercheurs. Chaque fois qu'une étude est lancée, les Seintinelles sont informées par email. Les objectifs de l'étude, ainsi que les critères pour y participer sont présentés dans cet email. Si les personnes correspondent aux critères recherchés et si elles le souhaitent seulement, elles peuvent y participer. Les études peuvent prendre la forme d'un questionnaire en ligne, d'un entretien téléphonique avec un chercheur, ou peuvent s'accompagner d'un examen médical par exemple. Tout dépend de l'étude menée. Les volontaires savent toujours ce qui leur sera demandé avant de participer.   
Les chercheurs ont la possibilité de soumettre leurs projets de recherche sur la plateforme. Leurs études peuvent porter sur tous les types de cancers. Le site ne vise pas à recruter des volontaires pour des essais cliniques à visée thérapeutique, mais il propose d'accéder au registre des essais cliniques de l'Institut national du cancer pour informer les personnes intéressées.   
Toute personne peut s'inscrire comme Seintinelle : malade, ancien malade, personne saine, entourage. Du fait du sujet des études, les Seintinelles sont essentiellement des femmes, mais certaines études peuvent également nécessiter la participation d'hommes touchés par la maladie, ou ayant un proche malade.

### Chiffres clés
En octobre 2020, 34 000 volontaires étaient inscrits sur le site de l'association.
En 2020, 35 projets de recherche scientifiques ont déjà été menés grâce aux Seintinelles.
Et la communauté a généré plus de 35 000 participations uniques à des études, dont plus de 10 000 sur la seule année 2020

### Exemples d'études accompagnées par Seintinelles
- Couple et reconstruction mammaire
- Test d'un logiciel de dépistage du cancer du sein
- Étude sur les effets secondaires des traitements du cancer du sein
- Impact du cancer sur les conjoints de personnes malades (hommes et femmes confondus)
- L'impact du cancer sur la vie professionnelle des personnes touchées
- Comprendre comment traiter les porteuses d'implants mammaires esthétiques atteintes d'un cancer du sein[12].

## Financement
L'association a été financée en amorçage par la Fondation ARC pour la recherche sur le cancer, l'Institut national du cancer et le Groupe Chantelle[réf. souhaitée].
Elle a aujourd'hui un financement mixte qui allie des revenus générés par le défraiement payé par les chercheurs pour l'utilisation de la base, et subventions publiques. 